# John Cleese
Pour les articles homonymes, voir Cleese.
John Cleese [ˈdʒɒn ˈkliːz], né le 27 octobre 1939 à Weston-super-Mare au Royaume-Uni, est un acteur, scénariste et humoriste  britannique.
Il est notamment connu pour être avec Graham Chapman, Eric Idle, Michael Palin, Terry Jones et Terry Gilliam, l’un des cofondateurs du groupe d'humoristes britanniques les Monty Python. La troupe est notamment connue pour la série Monty Python's Flying Circus (1969-1974) ainsi que les films La Première Folie des Monty Python (1971), Monty Python : Sacré Graal ! (1975), Monty Python : La Vie de Brian (1979) et Monty Python : Le Sens de la vie (1983).
En parallèle, il interprète notamment Basil Fawlty dans la série L'Hôtel en folie (1975-1979).
Il co-écrit et joue dans les films Un poisson nommé Wanda (1988) et Créatures féroces (1997), le premier ayant une nomination à l'Oscar du meilleur scénario original.
De la fin des années 1990, au début des années 2000, il participe à deux importantes saga britanniques : il est successivement R puis Q dans les films Le monde ne suffit pas (1999) et Meurs un autre jour (2002) de la franchise James Bond ainsi que Nick Quasi-sans-tête dans Harry Potter à l'école des sorciers (2001) et Harry Potter et la Chambre des secrets (2002), les deux premiers films de la franchise Harry Potter.

## Biographie

### Jeunesse et études
John Cleese naît à Weston-super-Mare en Angleterre, fils unique de Reginald Francis Cleese (1893-1972), vendeur d'assurances, et de Muriel Evelyn (née Cross, 1899-2000). Son nom de famille était originellement Cheese, mais son père, qui en avait honte, décide de le changer au moment de s'engager dans l'armée durant la Première Guerre mondiale. Petit, John Cleese était un supporter des clubs Bristol City FC et du Somerset County Cricket Club. Il va à l'école au St Peter's Preparatory School, où il reçoit un prix en anglais et où il a des bons résultats en sport au cricket et à la boxe. À 13 ans, il obtient une bourse pour aller au Clifton College, une public school à Bristol.
Il est admis en droit au Downing College de l'Université de Cambridge. Avec son habileté naturelle à faire rire, il est invité à se joindre à la troupe de théâtre Footlight dès la première année. C’est là qu’il rencontre son futur partenaire d’écriture Graham Chapman.

### Carrière

#### Débuts (années 1960)
Grâce à son talent d’auteur comique, John Cleese est engagé par la BBC où il travaille notamment pour l'émission de radio The Dick Emery Show. Bientôt, il quitte ses fonctions pour rejoindre le Cambridge Circus en tournée en Nouvelle-Zélande et aux États-Unis, à Broadway.
Il décide de rester aux États-Unis pendant quelque temps, et collabore à un magazine appelé Help!, dont le rédacteur en chef adjoint est Terry Gilliam, futur comparse des Monty Python. Cleese rédige ensuite, sans véritable succès, des articles de politique internationale pour Newsweek. Après quoi, il rejoint l’American Establishment Review, mais finit par rentrer à Londres en 1965.

#### Succès des Monty Python (1969-1983)

##### Troupe des Monty Python
Avec Graham Chapman, Eric Idle, Terry Jones et Michael Palin, il écrit pour deux émissions de télévision, The Frost Report et At Last The 1948 Show. Puis, lorsque Terry Gilliam arrive des États-Unis commence l’aventure de la fameuse série Monty Python's Flying Circus, présentée pour la première fois en octobre 1969 sur les petits écrans britanniques. C'est un succès considérable et immédiat. Une deuxième saison est présentée. Le film And Now For Something Completely Different (La Première Folie des Monty Python), à destination du marché américain qui n'avait pas accès à la série télévisée sort, début 1971, réunissant les meilleurs morceaux de leur série télévisée, retournés pour l'occasion. Une troisième saison du Flying Circus démarre en septembre 1972, incluant quelques spectacles sur scène.
Préoccupé par le manque d’originalité des sketches de la troupe, John Cleese décide de quitter le Flying Circus qui se dissout après sa quatrième saison. L’équipe se réunit néanmoins au complet à nouveau pour réaliser le film Monty Python : Sacré Graal !, qui sort au printemps 1975.
Même si les Pythons poursuivent chacun des carrières solo, ils font une tournée aux États-Unis et au Canada, puis réalisent en 1978 Monty Python : La Vie de Brian (Monty Python's Life of Brian), le film préféré de John Cleese (selon ses propos dans le making-of de The Meaning of life). Ensuite vient le film Monty Python : Le Sens de la vie (Monty Python's The Meaning of Life) en 1983.

##### En parallèle des Monty Python
En 1974, Cleese écrit avec Connie Booth Romance With a Double Bass, adapté d’un roman d'Anton Tchekhov. En décembre 1974, il tourne le pilote de L'Hôtel en folie (Fawlty Towers)[réf. nécessaire], qui est diffusée avec cinq autres épisodes en 1975 sur la BBC2. John Cleese y joue Basil Fawlty (en), le tenancier d'un hôtel particulièrement irritable. John Cleese et Connie Booth divorcent en 1978, mais créent une autre saison de six épisodes l’année suivante, pour un total de 12 épisodes,. Cette série télévisée connaît un immense succès et devient un véritable classique, au point d'être désignée par le British Film Institute comme l’émission de télévision la plus populaire de toute l’Histoire.
En 1977, il fait une apparition dans le  Le Muppet Show puis dans La Grande Aventure des Muppets en 1981. L'année d'après, il joue dans Privates on Parade (en).

#### Alternance entre le Royaume-Uni et les États-Unis (1984-2002)

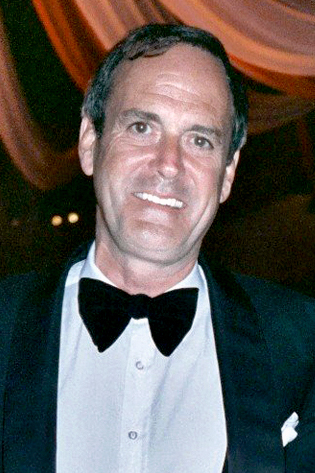
John Cleese en 1989 à la 61e célébration des Oscars.

##### Continuité dans la comédie et succès du filmUn poisson nommé Wanda
Monty Python n’est qu’une des nombreuses facettes du talent de John Cleese. En Grande-Bretagne, il a joué le rôle de Petrucho dans Taming of The Shrew, une série de la BBC. En dehors de Monty Python, Cleese a été de la distribution de nombreuses comédies durant les années 1980, telles que Barbe d'or et les Pirates (Yellowbeard) (1983) et Clockwise (1986).
Le plus grand succès de Cleese au cinéma demeure Un poisson nommé Wanda (A Fish Called Wanda, 1988), une comédie mettant en vedette Cleese, Kevin Kline, Jamie Lee Curtis et Michael Palin. Le film qu'il co-écrit avec Charles Crichton et qu'il produit, se voit nommé dans de nombreuses cérémonies, dont à la 61e cérémonie des Oscars pour la catégorie du meilleur scénario original. Cleese remporte notamment le British Academy Film Award du meilleur acteur lors de la 42e cérémonie des British Academy Film Awards,
Plus tard, il est apparu avec Eric Idle et Rick Moranis dans le film Grandeur et Descendance (1993) (Splitting Heirs) et a retrouvé l’équipe de son film Un poisson nommé Wanda dans Créatures féroces (1997) (Fierce Creatures).

##### James BondetHarry Potter
John Cleese est aussi un visage familier aux États-Unis. Il apparaît dans de nombreuses publicités, participe à Lawrence Kasdan's Silverado (1985), The Big Picture (1989), et prête sa voix pour le film d’animation An American Tale 2: Fievel Goes West (1991).
En 1999, dans Le monde ne suffit pas (The World Is Not Enough), il fait une première apparition dans la série James Bond où incarne R, voué à succéder au scientifique Q. Il tient un rôle dans Rat Race (2000) de Jerry Zucker,
En 2001 et 2002, il incarne le fantôme Nick Quasi-sans-tête dans Harry Potter à l'école des sorciers et Harry Potter et la Chambre des secrets, les deux premiers films de la franchise Harry Potter, adaptés des romans de J. K. Rowling. L'année 2002 est chargée, puisque s'il joue dans le film Pluto Nash de Ron Underwood, il  devient le Q de Meurs un autre jour (Die another day) où il fait sa seconde et dernière apparition dans un James Bond.

#### Apparitions spéciales (depuis 2003)

##### Une récurrence dans les voix

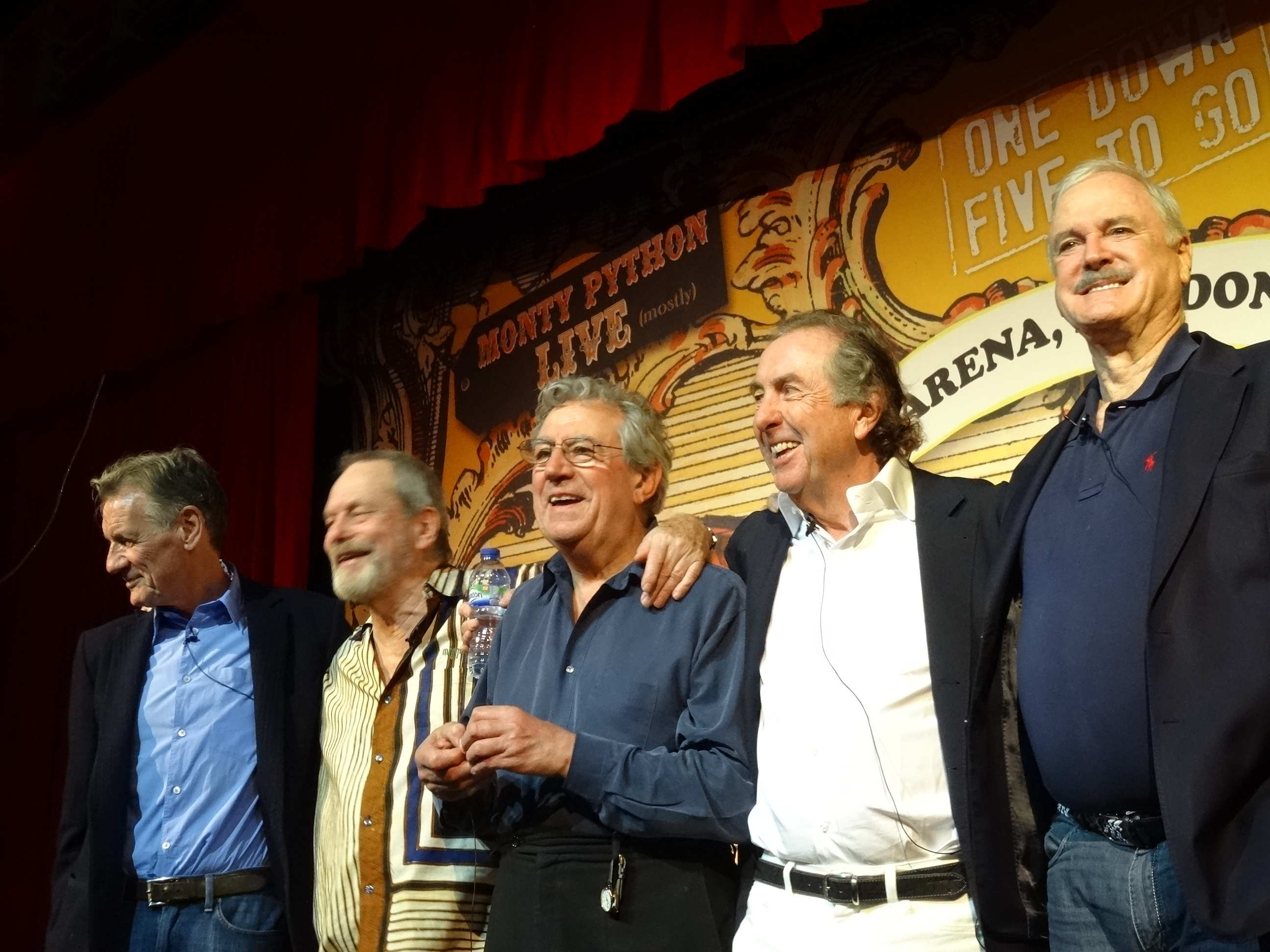
De gauche à droite, Michael Palin, Terry Gilliam, Terry Jones, Eric Idle et John Cleese sur la scène de l'O_{2}Arena de Londres, en juillet 2014.

En 2004, il prête sa voix au roi Harold dans le film d'animation Shrek 2, deuxième volet de la franchise Shrek. Il reprend le personnage dans Shrek le troisième (2007) et Shrek 4, il était une fin (2010).
En 2010, il prête sa voix au majordome Jasper, personnage du jeu vidéo Fable III.
En 2011, il devient le narrateur du film d'animation Winnie l'ourson.
En 2014, il prête sa voix à Sir Cadwell dans le jeu de rôle en ligne massivement multijoueur The Elder Scrolls Online.

##### Retrouvailles avec les Monty Python
En Juillet 2014, la troupe des Monty Python, à l'exception de Graham Chapman décédé en 1989, se reforme le temps de dix représentations à l'O2 Arena de Londres, pour un dernier spectacle nommé Monty Python Live (Mostly) : One Down, Five To Go (en).
En 2015, il retrouve les Monty Python dans le film Absolutely Anything réalisé par un des leurs, Terry Jones. Dans cette comédie portée par Simon Pegg, avec la présence notable de Robin Williams et Kate Beckinsale, John Cleese prête sa voix à un extraterrestre et partage ses scènes avec Terry Jones, Terry Gilliam, Eric Idle, et Michael Palin qui font de même.

##### Brèves apparitions devant la caméra
De 2003 à 2004, il apparait dans six épisodes de la série Will et Grace.
En 2018, il joue dans deux épisodes de la troisième saison de Speechless.
Il apparaît dans le rôle de l'inventeur HG Wells dans l'attraction Time Riders à Movie Park Germany

### Autres activités
Outre le cinéma et la télévision, John Cleese a appuyé l'association Amnesty International tout au long de sa carrière. Il a participé à de nombreux concerts de charité depuis 1975, incluant le fameux The Secret Policeman's Ball en 1979.
Il connaît également beaucoup de succès en affaires. En 1972, il fonde Video Arts. Il a aussi coécrit deux livres avec le psychiatre Robin Skynner : La famille, comment s'en dépêtrer (Families and How to Survive Them, 1984) et Comment être un névrosé heureux (Life and How to Survive It, 1993).

### Vie privée
John Cleese rencontre l’actrice américaine Connie Booth aux États-Unis et se marient en 1968. En 1971, ils ont une fille, Cynthia Cleese. Le couple écrit le script et joue ensemble dans la série Fawlty Towers, même si le divorce est prononcé, en 1978, avant que la seconde saison de la série soit terminée et diffusée. Ils seraient restés bons amis depuis. John Cleese a aujourd'hui deux petits-enfants, Evan et Olivia, du mariage de sa fille avec Ed Solomon.
John Cleese se remarie avec l’actrice américaine Barbara Trentham en 1981, époque pendant laquelle il déménage à Los Angeles, avant de divorcer en 1990. Ils ont ensemble une fille, Camilla, en 1984.
Sa troisième épouse est la psychothérapeute américaine Alyce Faye Eichelberger, de 1992 à 2008. Le divorce permet à cette dernière d'obtenir 12 millions de livres sterling et une pension de 600.000 livres pendant sept ans.

### Opinions politiques
Politiquement, John Cleese est proche des Liberal Democrats, parti centriste. Il a d'ailleurs enregistré des vidéos de propagande politique en leur faveur. Perçu comme « la plus prééminente des célébrités qui soutiennent ce parti », il se décrit en 2011 comme étant « légèrement de centre-gauche ».
Il a refusé le prestigieux Ordre de l'Empire britannique (Order of the British Empire), décoration qui lui avait été proposée par le parti conservateur. En 2016, il prend position pour le Brexit parce que, selon lui, l'Union européenne est irréformable. Il regrette pourtant que le niveau du débat autour du Brexit ait été « l'une des choses les plus déprimantes de ce pays ».
Très déçu par « les mensonges et la vulgarité » de la presse britannique et de « la droite » et, de façon plus générale, par l'évolution de son pays, il annonce en juillet 2018 son intention de quitter le Royaume-Uni et de s'installer sur l'île Nevis, dans les Caraïbes.
Au début de juin 2019, l'acteur est la cible d'une polémique à la suite de l'une de ses déclarations faite sur les réseaux sociaux fin mai, dans laquelle il affirme : « Il y a quelques années, j'estimais que Londres n'était plus vraiment une ville anglaise. Depuis, presque tous mes amis de l'étranger ont confirmé mon observation, il doit donc y avoir un peu de vrai… ». Il clarifie ses propos en expliquant être attaché à un mode de vie anglais qui, dans sa jeunesse, semblait « plus calme, plus poli, avec davantage de sens de l'humour, moins tabloïde et moins orienté vers l'argent »,.

## Filmographie

### Acteur

#### Cinéma

##### Films
- 1968 : Interlude de Kevin Billington : publicitaire
- 1968 : The Bliss of Mrs. Blossom de Joseph McGrath : employé de la poste
- 1969 : Le Club des libertins de Philip Saville : Jones
- 1969 : The Magic Christian de Joseph McGrath : M. Dougale
- 1970 : The Rise and Rise of Michael Rimmer de Kevin Billington : Pummer (aussi scénariste)
- 1971 : La Première Folie des Monty Python : divers personnages (aussi scénariste)
- 1971 : Le Plaisir des dames : Harry
- 1974 : Romance with a Double Bass : Musician Smychkov (aussi scénariste)
- 1975 : Monty Python : Sacré Graal ! de Terry Jones et Terry Gilliam : divers personnages, dont le chevalier noir (aussi scénariste)
- 1977 : The Strange Case of the End of Civilization as We Know It de Joseph McGrath : Arthur Sherlock Holmes (aussi scénariste)
- 1979 : Monty Python : La Vie de Brian de Terry Jones : divers personnages (aussi scénariste)
- 1981 : La Grande Aventure des Muppets : Neville (caméo)
- 1981 : Bandits, bandits de Terry Gilliam : Robin des Bois
- 1982 : Privates on Parade : Major Giles Flack
- 1982 : Monty Python à Hollywood : divers personnages, dont Lénine, le pape Jules II, etc. (aussi scénariste)
- 1983 : Barbe d'or et les Pirates : Harvey « Blind » Pew
- 1983 : Monty Python : Le Sens de la vie de Terry Jones et Terry Gilliam : divers personnages (aussi scénariste)
- 1985 : Silverado de Lawrence Kasdan : Langston
- 1986 : Clockwise : Bryan Stimpson
- 1988 : Un poisson nommé Wanda de Charles Crichton : Archie Leach (aussi scénariste et producteur exécutif)
- 1989 : Erik, le Viking de Terry Jones : Halfdan le Noir
- 1989 : The Big Picture : Barman (caméo)
- 1990 : Double Arnaque : Un homme sur la plage de la Barbade qui ressemble à John Cleese (caméo)
- 1993 : Grandeur et Descendance d'Eric Idle : Maître Raoul P. Shadgrind
- 1994 : Le Livre de la jungle de Stephen Sommers : Dr. Julian Plumford
- 1994 : Frankenstein de Kenneth Branagh : le professeur Waldman
- 1996 : Créatures féroces de Fred Schepisi et Robert William Young : Rollo Lee (aussi scénariste et producteur)
- 1996 : Du vent dans les saules (The Wind in the Willows) : l'avocat de Crapaud
- 1997 : George de la jungle de Sam Weisman : An Ape Named « Ape » (voix)
- 1998 : In the Wild: Operation Lemur with John Cleese (documentaire) : Narrateur
- 1999 : Escapade à New York de Sam Weisman : M. Mersault
- 1999 : Le monde ne suffit pas de Michael Apted : R
- 2000 : Isn't She Great : Henry Marcus
- 2001 : Quantum Project : Alexander Pentcho
- 2001 : Here's Looking at You: The Evolution of the Human Face (documentaire) : Narrateur
- 2001 : Rat Race de Jerry Zucker : Donald P. Sinclair
- 2001 : Harry Potter à l'école des sorciers de Chris Columbus : Nick Quasi-sans-tête / Sir Nicholas, le fantôme de Gryffondor
- 2002 : Pluto Nash, de Ron Underwood : James
- 2002 : Harry Potter et la Chambre des secrets de Chris Columbus : Nick Quasi-sans-tête / Sir Nicholas, le fantôme de Gryffondor
- 2002 : Meurs un autre jour de Lee Tamahori : Q
- 2003 : Charlie's Angels : Les Anges se déchaînent ! (Charlie's Angels: Full Throttle) de McG : M. Munday
- 2003 : Le Casse (Scorched) : Charles Merchant
- 2003 : George de la jungle 2 de David Grossman : An Ape Named « Ape » (voix)
- 2004 : Le Tour du monde en 80 jours (Around the World in the 80 days) de Frank Coraci : Sergent Grizzled
- 2005 : Complete Guide to Guys de Jeff Arch : divers personnages
- 2006 : Le Petit Monde de Charlotte (Charlotte's Web) de Gary Winick : Samuel le mouton (voix)
- 2006 : Agent de stars (Man About Town) de Mike Binder : Dr Primkin
- 2006 : L'Entente cordiale de Vincent de Brus : Lord Conrad
- 2008 : Le Jour où la Terre s'arrêta de Scott Derrickson : Karl Barnhardt
- 2009 : La Panthère rose 2 (The Pink Panther 2) de Harald Zwart : le commissaire principal Dreyfus
- 2010 : Spud de Donovan Marsh : M. « The Guv » Edly
- 2011 : Beethoven sauve Noël (Beethoven's Christmas Adventure) de John Putch : Narrateur (voix)
- 2011 : The Big Year : Historical Montage Narrator (voix)
- 2012 : Dieu aime le caviar de Yannis Smaragdis : McCormick
- 2012 : A Liar's Autobiography: The Untrue Story of Monty Python's Graham Chapman : David Frost, divers personnages (voix)
- 2013 : The Last Impresario (documentaire) : lui-même
- 2013 : Spud 2: The Madness Continues de Donovan Marsh : M. « The Guv » Edly
- 2014 : Spud 3: Learning to fly : M. « The Guv » Edly
- 2015 : Absolutely Anything de Terry Jones : le chef des extraterrestres (voix)
- 2020 : The Martini Shot de Stephen Wallis : Dr. Auyeung
- 2021 : Clifford (Clifford the Big Red Dog) de Walt Becker : Mr. Bridwell
- 2023 : The Palace de Roman Polanski : Arthur William Dallas III

##### Films d'animation
- 1991 : Fievel au Far West : Cat R. Waul
- 1994 : Le Cygne et la Princesse de Richard Rich : Jean-Bob
- 2000 : Le Gâteau magique (The Magic Pudding) de Karl Zwicky : Albert
- 2004 : Shrek 2 d'Andrew Adamson, Kelly Asbury : le roi Harold
- 2005 : Vaillant, pigeon de combat ! (Valiant) de Gary Chapman : Mercury
- 2007 : Shrek le troisième (Shrek the Third) de Chris Miller et Raman Hui : le roi Harold
- 2009 : Planète 51 (Planet 51) de Jorge Blanco : Professeur Kipple
- 2010 : Le Royaume de Ga'hoole : Fantôme
- 2010 : Shrek 4, il était une fin de Mike Mitchell : le roi Harold
- 2011 : Winnie l'ourson : le narrateur
- 2013 : Planes : Bulldog
- 2016 : Les Trolls (Trolls) : le roi Gristle Sr.
- 2016 : Get Squirrely (en) : Mr. Bellwood
- 2017 : Charming : Un prince trop charmant (Charming) : Fée marraine
- 2018 : Arctic Dogs : Mission polaire (Arctic Justice: Thunder Squad) de Aaron Woodley et Dimos Vrysellas: Doc Walrus

#### Télévision

##### Séries télévisées
- 1966–1967 : The Frost Report : divers personnages (28 épisodes ; aussi scénariste)
- 1967 : At Last the 1948 Show : divers personnages (13 épisodes ; aussi scénariste)
- 1968 : Chapeau melon et bottes de cuir (The Avengers) : Marcus Rugman (épisode Clowneries)
- 1969–1974 : Monty Python's Flying Circus : divers personnages (aussi co-créateur et scénariste)
- 1971, 1974 : Sez Les : divers personnages
- 1972 : Monty Python's Fliegender Zirkus : divers personnages (aussi co-créateur et scénariste)
- 1973 : The Goodies : The Genie (épisode The Goodies and the Beanstalk)
- 1973 : Comedy Playhouse : Sherlock Holmes (épisode Elementary, My Dear Watson)
- 1975-1979 : L'Hôtel en folie (Fawlty Towers) : Basil Fawlty (aussi co-créateur et scénariste)
- 1977 : Le Muppet Show : lui-même (épisode John Cleese)
- 1979 : Ripping Yarns : Passant (épisode Golden Gordon)
- 1979 : Doctor Who : Amateur d'art (épisode City of Death)
- 1980 : The Secret Policeman's Ball (gala télévisé) : lui-même (présentateur)
- 1982 : Whoops Apocalypse : Lacrobat (3 épisodes)
- 1987 : Cheers : Dr. Simon Finch-Royce (épisode Thérapie de couple)
- 1993 : Last of the Summer Wine : un voisin (épisode Welcome to Earth)
- 1998, 2001 : Troisième planète après le Soleil : Dr. Liam Neesam (4 épisodes)
- 1999 : Casper & Mandrilaftalen : divers personnages (épisode #2.2)
- 2001 : The Human Face : lui-même (présentateur et scénariste ; 4 épisodes)
- 2002 : Wednesday 9:30 (8:30 Central) : Red Lansing
- 2003–2004 : Will et Grace : Lyle Finster (6 épisodes)
- 2008 : Batteries Not Included : lui-même (présentateur ; 6 épisodes)
- 2008 : We Are Most Amused (gala télévisé) : lui-même (présentateur)
- 2010 : Entourage : lui-même (épisode Pétage de plomb)
- 2012–2013 : Whitney : Dr. Grant (2 épisodes)
- 2016 : Albion : The Enchanted Stallion : Général Eeder
- 2017 : Edith[29] : Phil

##### Séries d'animation
- 1992 : Did I Ever Tell You How Lucky You Are? (en) : narrateur
- 2002 : Disney's tous en boîte (Disney's House of Mouse): narrateur (4 épisodes)
- 2014 : La Forêt de l'Étrange (Over the Garden Wall) : Quincy Endicott et Adelaide (2 épisodes)

##### Téléfilms
- 1968 : How to Irritate People (téléfilm) d'Ian Fordyce : divers personnages (aussi scénariste)
- 1980 : The Taming of the Shrew (téléfilm) : Petruchio
- 1988 : True Stories: Peace in our Time? (téléfilm) : Neville Chamberlain
- 2004 : Wine for the Confused (téléfilm documentaire) : lui-même (présentateur ; aussi scénariste)
- 2006: Le foot, c'est de l'art (The Art of Football from A to Z ou The Art of Soccer with John Cleese) (téléfilm documentaire) de Hermann Vaske : lui-même (aussi scénariste)

#### Clip
- 2015 : Absolutely Anything and Anything at All de Kylie Minogue, réalisé par Bill Jones et Ben Timlett : le chef alien

### Scénariste

#### Cinéma
- 1969 : The Magic Christian de Joseph McGrath
- 1970 : The Rise and Rise of Michael Rimmer de Kevin Billington
- 1971 : La Première Folie des Monty Python (And Now for Something Completely Different) de Ian McNaughton et Terry Gilliam
- 1974 : Romance With a Double Bass de Robert William Young (moyen-métrage)
- 1975 : Monty Python, sacré Graal de Terry Jones et Terry Gilliam
- 1988 : Un poisson nommé Wanda (A Fish Called Wanda) de Charles Crichton
- 1997 : Créatures féroces (Fierce Creatures) de Robert William Young et Fred Schepisi

#### Télévision
- 1962–1963 : That Was the Week That Was (émission satirique)
- 1966–1967 : The Frost Report - également co-créateur
- 1967 : At Last the 1948 Show
- 1968 : How to Irritate People (téléfilm) d'Ian Fordyce
- 1969–1974 : Monty Python's Flying Circus - également co-créateur
- 1972 : Monty Python's Fliegender Zirkus - également co-créateur
- 1975-1979 : L'Hôtel en folie (Fawlty Towers) - également co-créateur
- 2001 : The Human Face
- 2004 : Wine for the Confused (téléfilm documentaire)
- 2006: Le foot, c'est de l'art (The Art of Football from A to Z ou The Art of Soccer with John Cleese) (téléfilm documentaire) de Hermann Vaske

### Producteur
- 1988 : Un poisson nommé Wanda de Charles Crichton - producteur exécutif
- 1996 : Créatures féroces de Fred Schepisi et Robert William Young

## Radio
- 1964-1973 : I'm Sorry, I'll Read That Again

## Jeux vidéo
- 1998 : Starship Titanic : The Bomb
- 2000 : 007 Racing : R
- 2000 : Le monde ne suffit pas (en) : R (version PlayStation)
- 2000 : Le monde ne suffit pas (en) : R (version Nintendo 64)
- 2004 : 007 : Quitte ou double : Q (voix, capture de mouvement et physique)
- 2005 : Jade Empire : Sir Roderick
- 2007 : Shrek le troisième : le roi Harold et le narrateur
- 2010 : Fable III : Jasper
- 2014 : The Elder Scrolls Online : Sir Cadwell

## Hommages
- Une espèce de primates, l'Avahi de Cleese (Avahi cleesei) a été nommée en son honneur[30].
- L'astéroïde (9618) Johncleese est nommé en son honneur.

## Distinctions
En 1980, John Cleese remporte le British Academy Television Awards de la Meilleure performance divertissante (en) lors de la cérémonie des British Academy Television Awards pour son rôle de Basil Fawlty (en) dans la série L'Hôtel en folie.
John Cleese et Charles Crichton sont nommés à l'Oscar du meilleur scénario original pour Un Poisson nommé Wanda (1988) lors de la 61e cérémonie des Oscars en 1989. Tenant également un rôle dans le film, John Cleese remporte la même année, le British Academy Film Award du meilleur acteur lors de la 42e cérémonie des British Academy Film Awards.

## Voix francophones
En version française, John Cleese est principalement doublé par Michel Prud'homme. Ce dernier est notamment sa voix dans Un poisson nommé Wanda, Grandeur et Descendance, Créatures féroces, Du Vent dans les saules, Troisième planète après le Soleil, Cash Express,Pluto Nash, Le Casse, Charlie's Angels : Les Anges se déchaînent !, Will et Grace, La Panthère rose 2, Speechless ou encore Clifford. Le doublage du film La Grande Aventure des Muppets a eu lieu dans les années 1990 et ceux des films Monty Python : La Vie de Brian et Monty Python : Le Sens de la vie dans les années 2000[réf. nécessaire].
Si Michel Prud'homme le double dans le film James Bond, Meurs un autre jour, Frédéric Cerdal le précède trois ans plus tôt dans Le monde ne suffit pas. Ce dernier le double également par la suite dans Harry Potter à l'école des sorciers, Harry Potter et la Chambre des secrets et Le Tour du monde en quatre-vingts jours. Enfin, il est également doublé à titre exceptionnel par Joël Martineau dans Bandits, bandits, Jean-Claude Montalban dans Silverado, Bernard Demory dans Clockwise, Pierre Hatet dans Erik, le Viking et  Jean-Luc Kayser dans Le Jour où la Terre s'arrêta
En version québécoise, Marc Bellier est la voix québécoise régulière de John Cleese. Depuis, Luis de Céspedes lui prêterait sa voix pour les deux premiers film d'Harry Potter. Pour le film George de la Jungle et sa suite, il est doublé par Bernard Fortin.[réf. nécessaire]